# DJ Deszczu Strugi
DJ Deszczu Strugi, właściwie Bartosz Kopyt (ur. 11 kwietnia 1977) – polski DJ, producent muzyczny i inżynier dźwięku, a także dziennikarz radiowy. Członek grupy hip-hopowej WWO.

## Życiorys
Kopyt rozpoczął karierę robiąc scratche na albumie Chleb powszedni zespołu hip-hopowego ZIP Skład. Pojawiał się także na płytach Mor W.A. Wraz z JanMario tworzył zespół Polfejder. W 2000 roku wydał pierwszy mixtape Deszczu Strugi Bitów. W tym samym roku pomógł przy płycie WWO Masz i pomyśl, jednak dopiero podczas pracy z albumem We własnej osobie stał się oficjalnym członkiem tej grupy.
W latach 2001–2003 prowadził autorską audycję w rozgłośni Radiostacja.

## Wybrana dyskografia
Sygnowane albumy
| Tytuł                         | Dane dot. albumu                          | Pozycja na liście |
| Tytuł                         | Dane dot. albumu                          | POL               |
| ----------------------------- | ----------------------------------------- | ----------------- |
| Prosto Mixtape Deszczu Strugi | - Data: 22 grudnia 2006 - Wydawca: Prosto | 32                |

Inne
| Album                                                   | Rok  | Uwagi                         | Źródło |
| ------------------------------------------------------- | ---- | ----------------------------- | ------ |
| Fu – Retrospekcje                                       | 2009 | realizacja nagrań, miksowanie | [ 5 ]  |
| Fundacja nr 1 – Poste Restante                          | 2009 | miksowanie                    | [ 6 ]  |
| Sokół, Marysia Starosta – Czysta brudna prawda          | 2011 | miksowanie, mastering         | [ 7 ]  |
| Czarny HIFI – Niedopowiedzenia                          | 2012 | miksowanie, mastering         | [ 8 ]  |
| Tau (Medium) – Graal                                    | 2012 | miksowanie                    | [ 9 ]  |
| Parzel, Siwers – Coś się kończy, coś się zaczyna        | 2012 | miksowanie, mastering         | [ 10 ] |
| Siwers – Bez ceregieli                                  | 2013 | miksowanie                    | [ 11 ] |
| RDW – W żyłach rap mam – między niebem a piekłem vol. 1 | 2013 | mastering                     | [ 12 ] |
| Bonus RPK – Dobry człowiek                              | 2013 | miksowanie, mastering         | [ 13 ] |
| Sarius – Blisko leży obraz końca                        | 2013 | realizacja nagrań             | [ 14 ] |
| KęKę – Takie rzeczy                                     | 2013 | mastering                     | [ 15 ] |
| Diox – 7 minut po śmierci                               | 2014 | miksowanie                    | [ 16 ] |
| Prosto XV                                               | 2014 | miksowanie                    | [ 17 ] |
| Małach i Rufuz – Oryginał                               | 2014 | miksowanie, mastering         | [ 18 ] |

## Filmografia
| Tytuł              | Rok  | Uwagi                                      | Źródło               |
| ------------------ | ---- | ------------------------------------------ | -------------------- |
| „Kozackie klimaty” | 2005 | film dokumentalny, realizacja: ZKF Skandal | [ 19 ] [ 20 ] [ 21 ] |